# 圖林根大區
圖林根大區（德語：Gau Thüringen）成立于1925年4月6日，是1933年至1945年纳粹德国在前图林根自由邦建立的一个行政区划。在此之前，从1925年至1933年，它是纳粹党在那个区域的分支机构。